# Юги
Юги́ — корінний нечисельний народ Сибіру, що практично вимер в ХХ сторіччі. Під час останнього Всеросійського перепису населення, югів відносили до кетів як субетнос.

## Мова
Югська мова належала до єнісейськой сім'ї. Вона повністю вимерла в другій половині XX століття.